# Yvelines
Yvelines ( fransk udtale ?) er et fransk departement i regionen Île-de-France. Hovedbyen er Versailles, og departementet har 1.354.304 indbyggere (pr. 1999).
Der er 4 arrondissementer, 21 kantoner og 262 kommuner i Yvelines.
- Wikimedia Commons har flere filer relateret til Yvelines

48°50′N 1°55′Ø / 48.83°N 1.92°Ø